# Joseph Cao
Ahn Quang Cao, detto Joseph (Saigon, 13 marzo 1967), è un politico statunitense, ex-rappresentante dello stato della Louisiana.

## Biografia
Nato a Saigon, ha lasciato il Vietnam del sud nel 1976 per gli Stati Uniti con la madre e le sorelle. Dopo aver studiato fisica ottenendo un bachelor, è stato seminarista dai Gesuiti e ha ottenuto una laurea magistrale in filosofia.

## Carriera
Membro del partito Repubblicano, nel 2008 è stato eletto alla Camera dei Rappresentanti nel secondo distretto dello stato della Louisiana, sconfiggendo il democratico William J. Jefferson. È la prima persona di origine vietnamita ad essere eletta al Congresso.